# Maranta trzcinowa
Maranta trzcinowa (Maranta arundinacea L.) – gatunek wiecznie zielonych roślin z rodziny marantowatych. Pochodzi z Ameryki Środkowej. Gatunek powszechnie uprawiany w strefie tropikalnej. Największym producentem jest Saint Vincent i Grenadyny.

## Morfologia
Bylina płożąca, pnąca się lub prosto wzniesiona osiągająca do 1,5 m wysokości. Kłącze zgrubiałe, zawiera skrobię.

## Zastosowanie
- Z kłączy otrzymuje się wysokiej jakości mączkę skrobiową, zwaną w handlu jako arrowroot, używaną jako zagęstnik do potraw.
- Do produkcji specjalnych rodzajów papieru.
- Ze sfermentowanej skrobi wytwarza się biopaliwa[4].